# Бъба Рей Дъдли
Марк ЛоМонако (на английски: Mark LoMonaco; роден на 14 юли 1971 г.) е американски кечист.
Работи с WWE, където се бие под сценичното име Бъба Рей Дъдли (на английски: Bubba Ray Dudley). Той също е познат в появите му в Extreme Championship Wrestling (ECW) от 1995 до 1999 г. под сценичното име Бъ Бъ Рей Дъдли и в Total Nonstop Action Wrestling (TNA) от 2005 до 2015 под сценичните имена Брат Рей и Бъли Рей, както и през предишния си период в WWE (тогава World Wrestling Federation) от 1999 до 2005 г.
В повечето от кариерата си, ЛоМонако е бил в отбор с Дивон Хюс, своя нереален наполовина-брат, Дивон, като Дъдли Бойс и Отбор 3D. Признат за един от най-водещите Отбори в историята на професионалния кеч, те са единствения отбор носител на Отборните титли на ECW, IWGP, NWA, TNA, WCW, WWF и WWE, и е първият отбор член на Залата на славата на TNA.
ЛоМонако е бил носител на няколко индивидуални титли, най-вече Световната титла в тежка категория на TNA два пъти и Хардкор титлата на WWF/E 10 пъти. Общо всички, ЛоМонако е спечелил 35 титли измежду, WWE, TNA, ECW, и New Japan Pro Wrestling (NJPW).

## В кеча
- Финални ходове
  - Bubba Bomb[3][8] (WWF/E)/Bully Bomb[9] (TNA) (Full nelson bomb)
  - Bubba Cutter[3] (WWF/E)/Cutter,[3][8] понякога последван от belly to back suplex lift (TNA)
  - Release powerbomb, понякога от второто въже или на масата[3][8]
- Ключови ходове
  - Bionic elbow, с постановки[8]
  - Германки суплекс[8]
  - Samoan drop[8]
  - Senton[8]
  - Side slam[8][10][11][12]
- С Дивон/Братът Дивон/Дивон Дъдли
  - Отборни финални ходове
    - 3D – Dudley Death Drop/Deadly Death Drop (lapjack (Дивон)/Cutter (Рей) комбинация, понякога на маса)[13]

  - Отборни ключови ходове
    - 3D II – Dudley Death Drop II/Deadly Death Drop II (Belly to back suplex (Рей)/Neckbreaker (Дивон) комбинация)[13]
    - Aided superbomb[13]
    - Wassssup? (Diving headbutt low blow, с постановки)[13]
    - Dudleyville Device
- Мениджъри
  - Джони Девин[3]
  - Сайн Гай Дъдли
  - Спайк Дъдли[3]
  - Джоел Гъртнър
  - Брук Хоуган
  - Стейси Кийблър[3]
  - Джони Роц[3]
  - Братовчеда Стив[3]
  - Брук Тесмачър
  - Фло Райда
- Входни песни
  - „Highway to Hell“ на AC/DC (ECW)
  - „Ollie Stalefish“ на Kent Buchanan (WWF/E)
  - „We're Comin' Down“ на Pete Blast и Jim Johnston (WWF/E; 1 април 2001 – 11 март 2002; 25 януари 2015; 24 август 2015 – )
  - „Turn The Tables“ на Saliva (WWF/E; 14 март 2002 – 17 ноември 2002)
  - „Bombshell“ на Powerman 5000 (WWE; 18 ноември 2002 – 12 юни 2005)
  - „Watch Out, Watch Out“ на Dale Oliver (TNA; 1 октомври 2005 – 11 ноември 2010, 15 юни 2014 – 16 август 2014)
  - „The Beaten Path“ на Dale Oliver[14] (TNA; 2010 – 2013, 2 януари 2014 – 16 август 2014; 8 май 2015; 16 юни 2015 – 24 юли 2015)
  - „Immortals“ на Dale Oliver[15] (TNA; 2011 – 2012; използвана като член на Безсмъртните)
  - „Deadman's Hand“ (Instrumental) на Dale Oliver (TNA; 10 март 2013 – 21 ноември 2013; използвана като член Аса и Осмици)
  - „Deadman's Hand“ на Dale Oliver & Serg Salinas (TNA; 14 март 2013, 20 октомври 2013; 24 октомври 2013; използвана като член на Безсмъртните)

## Шампионски титли и отличия
- All Japan Pro Wrestling
  - Световна най-силна отборна определяща лига (2005) – с Братът Дивон
- Cauliflower Alley Club
  - Други наградени (1997) – с Братът Дивон
- Destiny Wrestling Organization
  - Световен шампион в тежка категория на DWO (1 пъти)[16]
- Extreme Championship Wrestling
  - Световен отборен шампион на ECW (8 пъти)[17] – с Дивон Дъдли
- Hustle]
  - Супер отборни шампиони на Hustle (1 път) – с Братът Дивон
- New Japan Pro Wrestling
  - Отборни шампиони на IWGP (2 пъти) – с Братът Дивон
- Pro Wrestling Illustrated
  - Мач на годината (2000)[18]с Дивон Дъдли срещу Острието и Крисчън и Харди Бойс в Триъгълен мач със стълби на КечМания 2000
  - Мач на годината (2001)[18]с Дивон Дъдли срещу Острието и Крисчън и Харди Бойс в [[Видове кеч мачове#МСС Мач|мач с маси, стълби и столове на КечМания 17
  - Отбор на годината (2001, 2009)[19] – с Дивон Дъдли
  - PWI го класира като #4 от топ 500 индивидуални кечисти в PWI 500 през 2013[20]
  - PWI го класира като #354 от топ 500 индивидуални кечисти в „PWI Years“ през 2003[21]
- Rolling Stone
  - Най-малко променящо играта в обикновения състав завръщане (2015)[22]Като член на Дъдли Бойс – Споделено с Алберто Дел Рио
- Squared Circle Wrestling
  - Отборни шампиони на 2CW (1 път)[23][24]
- Total Nonstop Action Wrestling
  - Световен шампион в тежка категория на TNA (2 пъти)
  - Световен отборен шампион на TNA (2 пъти) – с Братът Дивон
  - Световен отборен шампион на NWA (1 път) – с Братът Дивон[3]
  - Световна купа по кеч на TNA (2014) – с Ерик Йънг, Гънър, Еди Ричардс, и О Ди Би
  - Зала на славата на TNA (Клас 2014)
- World Wrestling Federation/Entertainment
  - Хардкор шампион на WWF/E (8 пъти)
  - Световен отборен шампион (8 пъти) – с Дивон Дъдли
  - Отборен шампион на WWE (1 път) – с Дивон Дъдли
  - Отборен шампион на WCW (1 път) – с Дивон Дъдли
- Награди от Wrestling Observer Newsletter
  - Най-лош образ (2013) Аса и Осмици[25]